# سیجی هیساماتسو
سیجی هیساماتسو (انگلیسی: Seiji Hisamatsu; ۲۰ فوریهٔ ۱۹۱۲ – ۲۸ دسامبر ۱۹۹۰) کارگردان فیلم اهل ژاپن بود.